# Metodo sintotermico
Con metodo sintotermico si intende un metodo di regolazione naturale delle nascite basato sull'osservazione combinata di muco cervicale e temperatura basale al risveglio. Viene presa in considerazione anche l'autoesame della cervice e altri fattori/sintomi di fertilità; il tutto va elaborato secondo un metodo statistico, che consente di definire predittivamente il periodo fertile della donna, in cui essa deve astenersi dai rapporti sessuali o, viceversa, cercare di averli per poter agevolare la fecondazione.
Secondo uno studio della sezione di endocrinologia ginecologica dell'Università di Heidelberg, pubblicato dal periodico scientifico Human Reproduction e che ha preso in esame 900 donne per un totale di 17.638 cicli, il metodo sintotermico ha un indice di Pearl di 0,43 (contro un indice di 0,3 della pillola ormonale). Questo si traduce in una gravidanza ogni 3250 cicli mestruali.
Secondo gli autori dello studio, l'efficacia del metodo sintotermico nell'impedire gravidanze indesiderate è comparabile a quella dei contraccettivi orali.
Per ottenere questo tasso d'affidabilità le donne che desiderano utilizzarlo devono apprenderlo da insegnanti qualificate e astenersi dai rapporti durante i giorni individuati come potenzialmente fertili.